# Taraxacum ajanense
Taraxacum ajanense là một loài thực vật có hoa trong họ Cúc. Loài này được Vorosch. miêu tả khoa học đầu tiên năm 1967.